# Heinuvaara
Heinuvaara är en kulle i Finland.   Den ligger i den ekonomiska regionen  Rovaniemi ekonomiska region  och landskapet Lappland, i den norra delen av landet, 700 km norr om huvudstaden Helsingfors. Toppen på Heinuvaara är 270 meter över havet.
Terrängen runt Heinuvaara är huvudsakligen platt. Runt Heinuvaara är det mycket glesbefolkat, med 2 invånare per kvadratkilometer. Det finns inga samhällen i närheten. 